# Neoantistea lyrica
Espèce
Neoantistea lyrica est une espèce d'araignées aranéomorphes de la famille des Hahniidae.

## Distribution
Cette espèce se rencontre au Costa Rica et au Mexique en Hidalgo,.

## Description
Neoantistea lyrica mesure de 3,02 à 3,46 mm.

## Publication originale
- Opell & Beatty, 1976 : The Nearctic Hahniidae (Arachnida: Araneae). Bulletin of the Museum of Comparative Zoology, vol. 147, no 9, p. 393-433 (texte intégral).